# 台灣再解放聯盟
台灣再解放聯盟（英語：Formosan League for Reemancipation）1948年2月28日成立於香港，是第二次世界大戰後台灣島外的第一個主張台灣獨立運動組織。

## 上海時期
1947年2月26日，廖文奎、廖文毅、廖史豪和林純章四人離開台灣，前往上海。2月28日，台灣發生二二八事件。3月4日，由廖文奎代表的「旅滬台灣同鄉會」與廖文毅代表的「台灣革新協會」等組織，組成「台灣二二八慘案聯合後援會」，發展「告全國同胞書」，呼籲撤辦台灣省行政長官陳儀、派員調查慘案、取銷專賣等，但沒有得到回應。台灣省行政長官公署反而於4月18日發佈《二二八事變首謀叛亂犯在逃主犯名冊》30人，將廖文奎、文毅名列其中。
陳儀下台後，台灣省行政長官公署改成台灣省政府，魏道明擔任首任台灣省主席，貪污手法比陳儀高明、更細緻、更厲害。廖文奎曾對此在上海的《China Weekly Review》寫了〈Formosa Scandal〉一文，批評魏道明的貪污政治。文章屬名廖文奎（Joshua Liao）和「台灣再解放聯盟」。:346月，廖氏兄弟在上海成立台灣再解放聯盟，抨擊魏道明政府在台各項失政，然而此時尚未出現台獨思想。

## 香港時期
1947年8月，由於上海學潮不斷，局勢不穩，廖文毅遂前往香港，:總論8住在九龍金巴利道諾只佛台一號，並提供謝雪紅、蘇新、楊克煌、王萬得等上海「台灣再解放聯盟」成員生活費。藉由廖文毅的人望與雄厚資本，加上走私盤尼西林與糖精到日本謀利而籌得政治資金，:97於香港建立起台獨根據地。10月，留在上海的廖文奎與黃紀男等人召開國際記者招待會，描述二二八事件真相，提出台灣獨立。:169
1947年12月，最早在國際上公開宣揚台灣獨立理念、後來並成為台獨政治犯的黃紀男，在二二八事件後，因恐遭中國國民黨逮捕，乃搭乘漁船先到上海，再從上海轉到香港，與廖文毅會合。1948年二二八事件的週年紀念日那天，廖文毅、黃紀男、蘇新、蕭來福等人，以上海的台灣再解放聯盟為基礎，組成「台灣再解放聯盟」。這可以說是海外第一個台獨團體，廖文毅被選為主席，黃紀男則擔任秘書長:185-90。根據黃紀男的說法，「台灣再解放聯盟」這個名稱是廖文毅的哥哥廖文奎所取的，意思是國民黨由日本人手中解放了台灣，但因其貪污腐敗，需由台灣人自己再解放台灣一次:188。 
事實上，台灣再解放聯盟最早的成員中，不僅有屬於右派的廖文毅、黃紀男等人，也包括屬於左派的蘇新、蕭來福等人。根據黃紀男的回憶，廖文毅在這個組織的成立大會上，還是抱持著「聯邦論」的想法，認為台灣應該與國民政府合組聯邦取得台灣的自治。黃非常反對這種構想，倡言台灣應該要獨立；最後終於說服廖文毅，確定「取得台灣獨立」是聯盟的最主要宗旨。其他台共或傾共的人士，雖然仍力主由中共解放台灣為最佳途徑，但最後在成立大會上都未再表示意見。聯盟成立沒多久以後，蘇新等左派人士就和聯盟決裂；至此，台灣再解放聯盟終於正式成了海外第一個主張台灣獨立的政治團體:188-9:59-61。
1948年9月1日，台灣再解放聯盟向聯合國提出託管的呼籲，明確提出台灣獨立的主張：
1. 台灣應如韓國受同等待遇，台灣應給予美援以達成獨立。
2. 聯合國應調查1945年後，國民黨在台灣的暴政及凌虐台灣人的真相。
3. 台灣人乃一混合民族，與附近國家無政治關係。
4. 經日治時代五十年後，台灣應在和平會談上有代表權，台灣不應該被當做一塊不動產來處理，而沒有顧及到台灣人的利益。[5]:298

國民黨政府對此雖然曾派基隆煤礦大王顏欽賢擔任說客，以讓出「民社黨台灣省黨部主委」作為條件勸誘廖文毅返台。然而國民黨當時對香港「台灣再解放聯盟」並未十分重視，由於香港台灣人很少，又多屬工商界人士，對政治不感興趣，加上國府用以對付香港台獨的人選難覓（熟悉粵語及英語，而又忠貞可靠的台灣人）。
然而，廖文毅等人在台灣人稀少的香港，似乎頗無用武之地。香港「台灣再解放聯盟」內部也理念不一致，到1948年底已名存實亡，加上香港政府通令聯盟成員不得從事政治活動。於是，廖文毅本人在1949年12月東渡有較多台灣人的日本，轉換陣地從事台獨運動（陳銘城 1992，3；王育德 1979，164）。:總論9:171